# المونت، اسپانیا
المونت، اسپانیا (به اسپانیایی: Almonte, Spain) یک شهرستان در اسپانیا است.

## خصوصیات
المونت ۸۶۱ کیلومترمربع مساحت و ۱۹٬۶۴۱ نفر جمعیت دارد.